# Зромб (Люблінське воєводство)
Зромб (пол. Zrąb) — село в Польщі, у гміні Скербешів Замойського повіту Люблінського воєводства.
Населення — 244 особи (2011).
У 1975-1998 роках село належало до Замойського воєводства.

## Демографія
Демографічна структура станом на 31 березня 2011 року:
|          | Загалом | Допрацездатний вік | Працездатний вік | Постпрацездатний вік |
| -------- | ------- | ------------------ | ---------------- | -------------------- |
| Чоловіки | 119     | 29                 | 79               | 11                   |
| Жінки    | 125     | 30                 | 68               | 27                   |
| Разом    | 244     | 59                 | 147              | 38                   |